# Eugénie Heger-Gasser

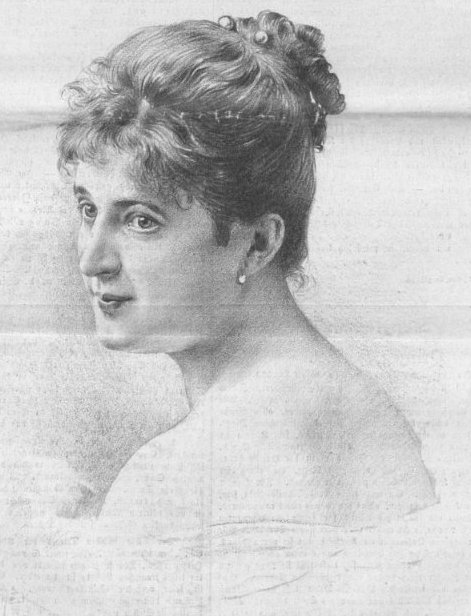
Eugénie Heger-Gasser, Porträt in „Der Humorist“ vom 20. Oktober 1899

Eugénie Heger-Gasser (* 18. Dezember 1861 in Freiberg, Kreis Neu Titschein in  Mähren; † unbekannt) war eine österreichische akademische Porträtmalerin.

## Leben
Eugénie Heger wurde als Tochter von Antonia und Albert Heger, Bezirksbeamter in Freiberg, geboren. Sie besuchte die Kunstgewerbeschule an der Wiener Akademie der bildenden Künste bei Siegmund L’Allemand, sowie an der Malerschule  von Ludwig Minnigerode des österreichischen Museums. Sie studierte ferner an den Kunstschulen in Paris, Berlin, Dresden und München und genoss eine Ausbildung in italienischen und niederländischen Meistergalerien. 1894 heiratete sie in Wien den Waffenfabrikanten Johann Gasser (1847–1896), mit dem sie eine gemeinsame Tochter, Eugénie Gasser (* 1895), hatte. Diese heiratete 1918 den Freiherr Alfred von Catinelli. Johann Gasser besaß eine Waffenfabrik in Ottakring und eine Weicheisengießerei in St. Pölten. Beide Orte waren auch Wohnadressen des Ehepaares, daher wurde die bekannte Malerin auch gerne von den St. Pöltnern als eine St. Pöltnerin gesehen. Nach dem Tode von Johann Gasser heiratete Eugénie Heger-Gasser im Jahre 1906 den k.k. Hauptmann Graf Karl Berchtold (1862–1915) und führte dann den Namen Gräfin Eugénie Berchtold Freiin von und zu Ungarschütz, Frätting und Püllitz. Bis 1914 hatte Gräfin Eugénie Berchtold eine Adresse in Wien. 1918 wurde sie noch bei der Hochzeit ihrer Tochter in verschiedenen Zeitungen erwähnt, dann verliert sich ihre Spur.

## Werke (Auswahl)

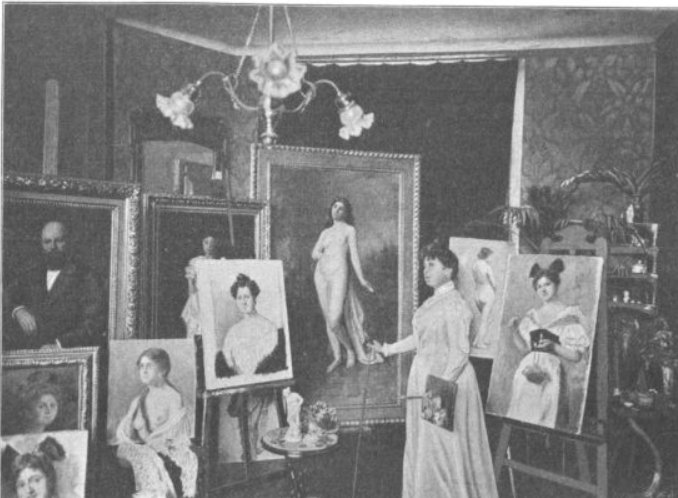
Eugénie Heger-Gasser in ihrem Atelier. Foto: k. u. k. Hof-Photograph A. Huber (Sport & Salon, 1902)

- Franz Keim (Dichter), Brust und Kopf, Gemälde (Öl/Leinwand 66 × 54 cm) (Eugénie Heger 1890),
- Studienkopf eines Mädchens (Öl/Leinwand, 55 × 43 cm), 1890
- Kaiser Franz Josef I. in ganzer Figur für den Kaisersaal des Grand Hotel Pittner in St. Pölten
- Kaiser Franz Josef I. für den Konferenzsaal des Kaiser Franz Josef Spital in Wien
- Erich Graf von Kielmansegg (Statthalter von Niederösterreich), Bildnis in ganzer Figur
- Clementine von Sachsen-Coburg für das Rathaus von Sofia
- Erzherzog Rainer von Österreich
- Freiherr Ludwig Possinger von Choborski (1825–1905, Verwaltungsbeamter, Statthalter von Niederösterreich)
- Babette Devrient-Reinhold (Burgschauspielerin)
- Fürstin von Ghyka (Siebenbürgen) (Öl/Leinwand 210 × 125 cm), 1901
- Madonna (Öl/Leinwand 50 × 41 cm)
- Madonna mit Kind (Öl/Leinwand 85 × 68 cm)
- Venus (Öl/Leinwand 198 × 114 cm)
- Weibliche Aktstudie (Öl/Leinwand 81 × 45 cm)
- Ruhende Venus (Öl/Leinwand 147 × 206 cm), Kopie nach Johann Baptist Lampi dem Älteren[4]

## Ausstellungen (Auswahl)

Grand Hotel Pittner „Kaisersaal“ (St. Pölten 1900) mit dem Gemälde Kaiser Franz Josef I. von Eugénie Heger-Gasser

Im Oktober 1899 fand eine Ausstellung in ihrem Atelier in der Porzellangasse 54 im 9. Wiener Bezirk statt. Vom 6. März 1901 bis 31. März 1901 veranstaltete sie die Porträt- und Studien-Ausstellung in den Gartenbau Sälen in Wien. Dort wurde unter anderem ein Gemälde von Kaiser Franz Josef I. gezeigt. Dieses Gemälde war damals bereits im Besitz des Hoteliers Franz Pittner und zierte den Kaisersaal des Grand Hotel Pittner in St. Pölten. Ein damaliger Besucher dieser Ausstellung war auch Erich Graf von Kielmansegg, Statthalter von Niederösterreich und 1895 Ministerpräsident von Cisleithanien, der auch von Eugénie Heger-Gasser porträtiert wurde.

## Aktivitäten als Gräfin
Unter ihrem verehelichten Namen Gräfin Eugénie Berchtold wirkte sie im Verein für erweiterte Frauenbildung (Frauenbewegung) (1906, 1907, 1908, 1909, 1912, 1913), für die Ausstellung „Das Kind“ als Patronessin dieser Ausstellung im Palais Liechtenstein, Wien 9. Bezirk, Alserbachstraße (1907) und im Wiener Hausfrauen-Verein (Frauenbewegung, 1909).